# Gmazovi
Gmazovi (Reptilia) ili reptili (od lat. reptilis - onaj koji gmiže) su jedan razred kralježnjaka. Kao filogenetički takson ili kao zatvorena razvojna grupa, trebali bi sadržavati i ptice. Ovdje se obrađuje svrstavanje u gmazove prema klasičnoj podjeli koja ne odgovara prirodnom grupiranju, jer oni nisu svi potomci zadnjih zajedničkih predaka. Gmazovi su kralježnjaci koji ni u jednom stadiju svog života nisu vezani za vodu. Oni su prvi pravi kopneni kralježnjaci. Ova skupina je dobila naziv gmazovi zbog nogu koje su im postavljene sa strane pa gmižu.
To su hladnokrvne životinje, imaju rep, kožu s rožnatim ljuskama i uglavnom s četiri noge i pet prstiju. Iznimka su zmije kod kojih su se noge povukle. Svi gmazovi dišu plućima. Srce gmazova sastoji se od jedne klijetke i 2 pretklijetke, no kod krokodila srce ima 2 klijetke i 2 pretklijetke. Krvotok im je zatvoren. Legu jaja ili rađaju žive mlade (ovoviviparnost kao npr. planinska gušterica), a razvijaju se direktno, što znači bez larve kao razvojnog međuoblika. To su ektotermne i poikilotermne životinje, koje temperaturu tijela koliko je to moguće, određuju svojim ponašanjem. 
Znanost koja se bavi gmazovima naziva se herpetologija. Znanje o njihovoj njezi i uzgoju u terarijima naziva se vivaristika.

## Razvojna povijest
Gmazovi su se pojavili sredinom karbona, a razvili su se iz vodozemaca. Razlikovali su se od vodozemaca prvenstveno po amniotskom jajetu s ljuskom koja služi za zaštitu od isušivanja, što im je omogućilo da u potpunosti vode kopneni život, za razliku od vodozemaca. To se pokazalo iznimnom prednošću jer su tadašnja mora bila puna opasnih grabežljivaca. Ostali kopneni kralježnjaci se prema tom obilježju nazivaju amniotima. Za razliku od vodozemaca, amnioti više nisu vezani u razmnožavanju za vodu, a i općenito su bolje prilagođeni životu u suhom okolišu.
Amnioti se razdvajaju na dvije grane koje se razlikuju prema broju bočnih otvora na lubanji u predjelu sljepoočnice (temporalni otvor). Amnioti s jednim bočnim otvorom nazivaju se sinapsida (jedan otvor), a s dva diapsida. Praamnioti nisu imali nijedan otvor, pa ih se naziva anapsida. Od diapsida potječu dinosauri kao i danas izumrli pterosauri. Prema najnovijim spoznajama, kao jedini i danas živući predstavnici dinosaura smatraju se ptice.
Do danas nije nedvosmisleno utvrđeno mjesto koje u sistematici pripada kornjačama. Njihova lubanja nema bočnih otvora, pa se zbog toga ova grupa svrstava u anapside. Neki paleontolozi smatraju, da su se kornjače razvile od diapsida koje su naknadno reducirale ove otvore. Prema položaju njihove vratne arterije i postojanju aorte, danas ih se svrstava u gmazove kao sestrinska grupa. No do sad nađeni fosili ne omogućuju definitivno objašnjenje.

## Sistematika
Verzija 1 (klasična verzija): obuhvaća i kornjače kao podrazred (Anapsida)
U ovom obliku gmazovi su potpuno umjetna skupina, jer su isključeni kako sinapside (sa sisavcima) tako i ptice:
- "Gmazovi" ("Reptilia")
  - Anapsida
    - Kornjače (Testudinata ili Chelonia)

  - Romeriida
    - Diapsida
      - Gušteri (Sauria)
        - Lepidosauromorpha
          - Ljuskaši (Squamata)
          - RhynchocephaliaFilogenetski prikaz Sauropsida (verzija 1)
            - 2 porodice premosnika (Sphenodontidae)

        - Arhosauromorfa (Archosauromorpha)
          - † Ihtiosauri (Ichthyosauria)
          - † Pleziosauri (Plesiosauria)
          - Archosauria
            - Krokodili (Crocodylomorpha) 
              - Aligatori (Alligatoridae)
              - Pravi krokodili (Crocodylidae)
              - Gavijali (Gavialidae)

            - † Pterosauri (Pterosauria)
            - † Dinosauri (Dinosauria)

Verzija 2: Kornjače kao sestrinska grupa Arhosaura, "gmazovi" i ptice kao Sauropsida
U verziji 1 gmazovi još uvijek ne predstavljaju potpunu prirodnu grupu jer ne uključuje ptice. Alternativna verzija 2, Sauropsida, koja uključuje i ptice kao dio dinosaura je pravi takson:
- Sauropsida
  - Lepidosauromorpha
    - Ljuskaši (Squamata)
    - Sphenodontida ili Rhynchocephalia s premosnicima (Sphenodontidae)

  - Archosauromorpha
    - † Ichthyosauria
    - † Plesiosauria
    - Kornjače (Chelonia)
    - Archosauria
      - Krokodili (Crocodylomorpha) 
        - Aligatori (Alligatoridae)
        - Pravi krokodili (Crocodylidae)
        - Gavijali (Gavialidae)

      - † Pterosauria
      - † Dinosauri (Dinosauria)
        - † Ornithischia
        - Saurischia s pticama (Aves)

Skupine gmazova koje danas žive:
- U pragmazove spadaju premosnici, koje se smatra živim fosilima.
- Krokodili žive u toplim krajevima, pretežno u slatkoj, ali neke vrste i u slanoj vodi. Sve vrste su grabežljivci, opasni i za ljude. Imaju vrlo tvrd tjelesni oklop.
- Kornjače imaju oklop građen od sraslih kostiju i rožnatog pokrova. Nemaju zube.
- Ljuskaši nemaju koštani oklop. Njihove ljuske su rožnata koža. Kako se ne prilagođava rastu organizma, moraju se tijekom života više puta "presvlačiti".

## Izumrli gmazovi
- Plakodonti, red vodenih izumrlih gmazova

## Vanjske poveznice
- Hrvatsko herpetološko društvo HYLA

## Drugi projekti
|  | Zajednički poslužitelj ima stranicu o temi Gmazovi    |
|  | Zajednički poslužitelj ima još gradiva o temi Gmazovi |
|  | Wikivrste imaju podatke o taksonu Gmazovima           |